# Cornelia Clapp

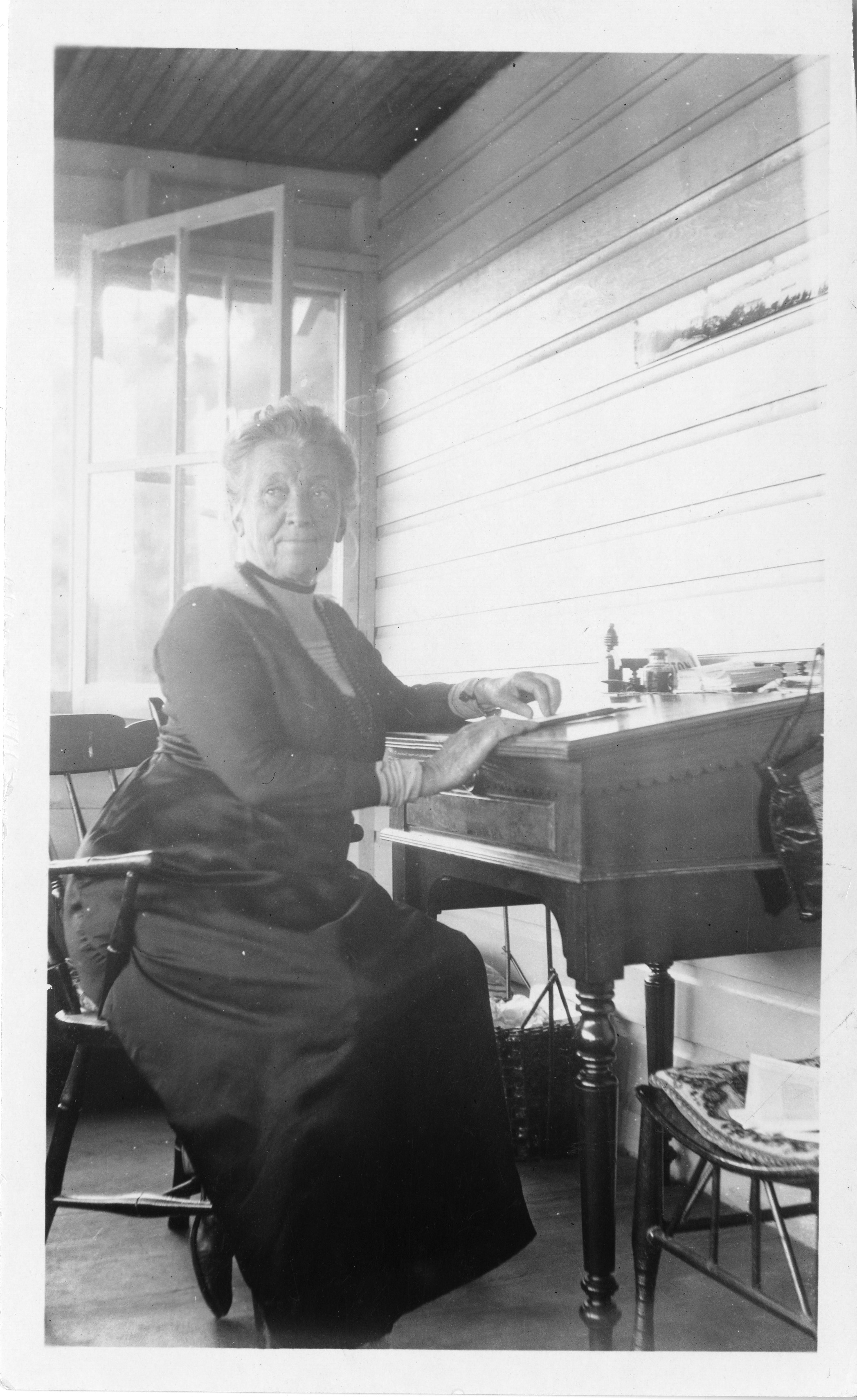
Cornelia Clapp

Cornelia Maria Clapp (ur. 17 marca 1849 w Montague, zm. 31 grudnia 1934 w Mount Dora) – amerykańska zoolog i biolog morski. 
Po uzyskaniu dyplomu w 1871 została nauczycielką w Pensylwanii, a w roku następnym – wykładowcą algebry i historii naturalnej w uczelni Mount Holyoke. 
W 1874 zaczęła badać owady i zbierać kolekcję ich okazów, organizowała także lokalne muzeum. Jednocześnie zajmowała się teorią i praktyką gimnastyki. Od 1876 zajęła się badaniem mięczaków. W 1879 zaczęła współpracę z Massachusetts Institute of Technology. W 1888 była jednym z twórców laboratorium biologii morskiej w Mount Holyoke (nazwanym jej nazwiskiem w 1934) i poświęciła się badaniom nad Batrachoididae (w 1891 opublikowano jej artykuł na temat cyklu rozwojowego tej rodziny ryb). 
Dopiero w 1888 otrzymała licencjat z filozofii na Syracuse University, a w następnym roku uzyskała stopień doktora filozofii na University of Chicago. W 1921 została doktorem nauk, a w 1904 mianowano ją profesorem zoologii w Mount Holyoke.
Od utworzenia w 1888 roku Marine Biological Laboratory (Woods Hole, Massachusetts) do śmierci w 1934 roku była cenionym współpracownikiem gromadzących się w MBL wybitnych biologów morza i członkiem Rady Powierniczej. 

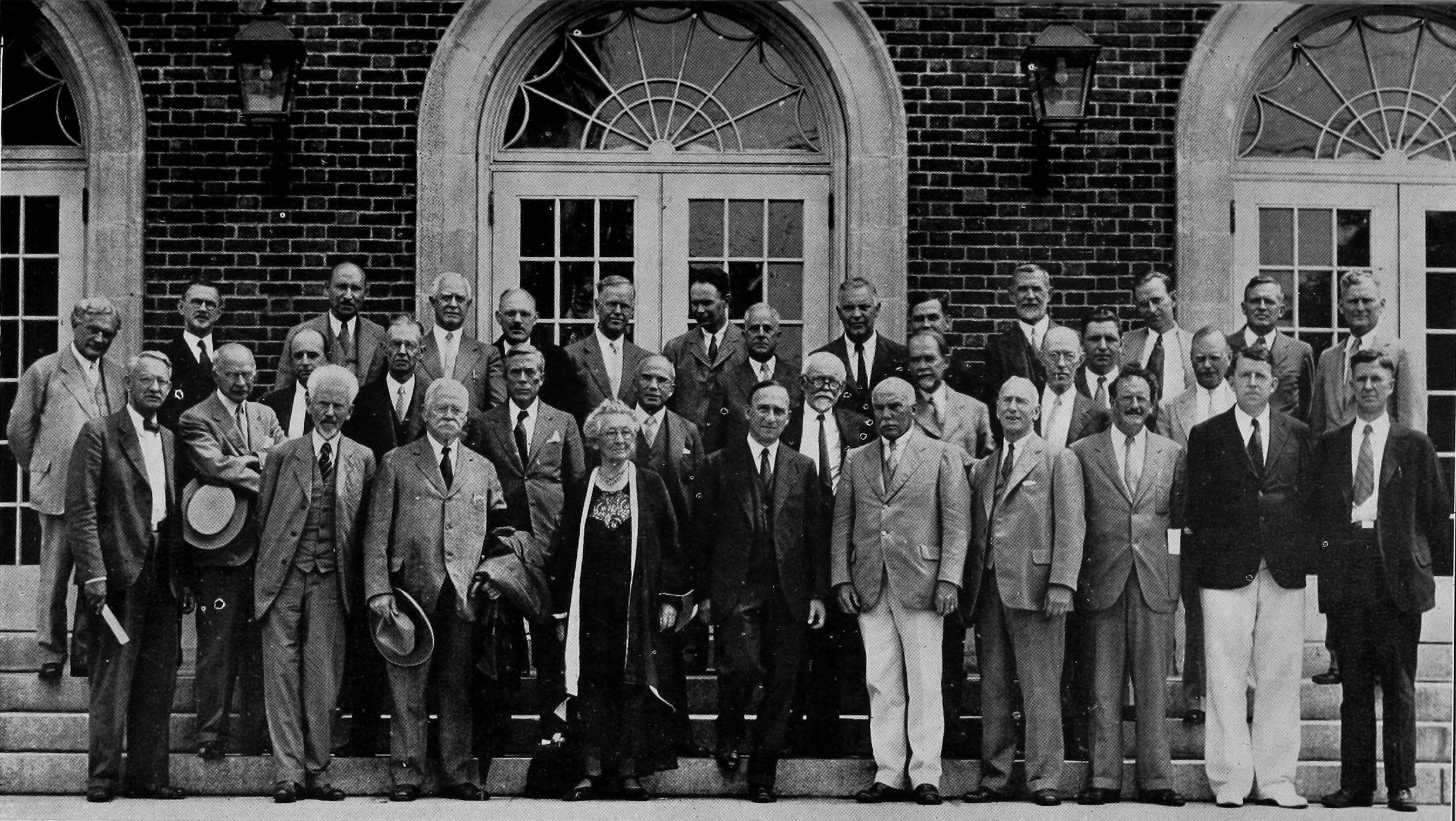
Cornelia M. Clapp (Emeritus Professor of Zoology, Mount Holyoke) w gronie powierników Marine Biological Laboratory (MBL Woods Hole 1934)